# Înecare simulată

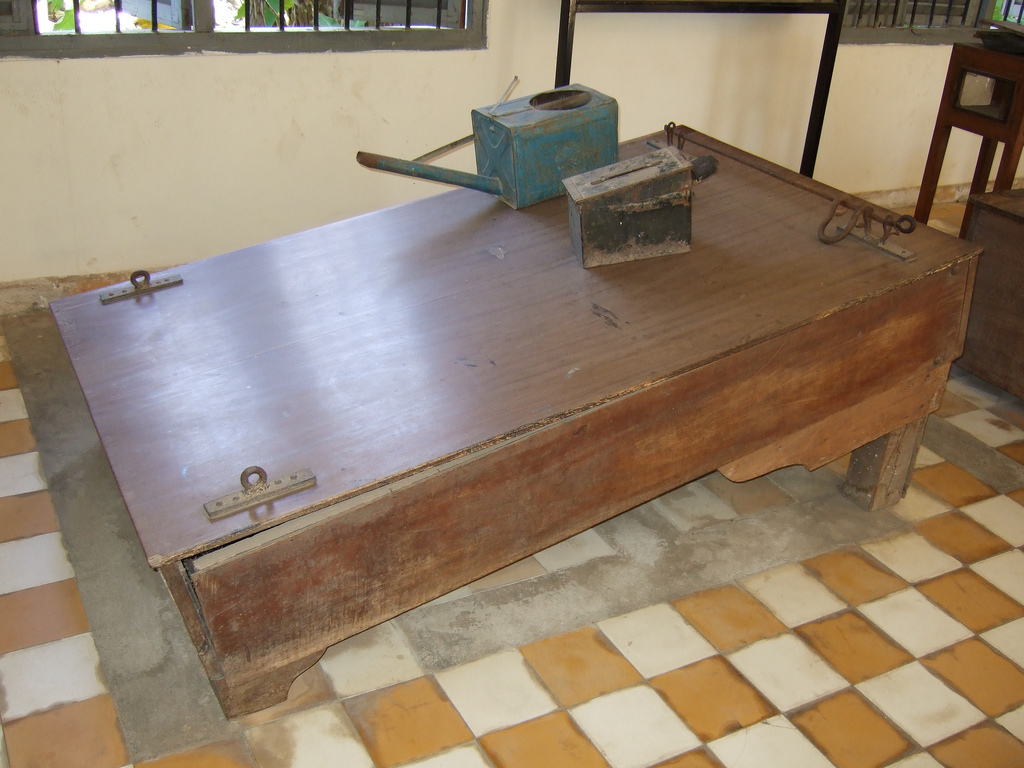
Instrumente pentru înecare simulată la Muzeul Tuol-Sleng din Cambogia

Înecarea simulată (waterboarding în limba engleză) este o formă de tortură.
Folosinduse de reflexul faringian al persoanei torturate, torționarul îi simulează acesteia, fiziologic, o înecare iminentă, prin udarea unui prosop sau punând o foaie de celofan pe fața victimei, îngreunându-i acesteia respirația. Victima este imobilizată cu capul la un nivel mai scăzut decât restul corpului, astfel preîntâmpinând o înecare reală. Dar rezultate ale acestei forme de tortură sunt, de exemplu, durere extremă, înecare uscată, leziuni ale plămânilor, ale creierului (din cauza lipsei de oxigen), sau oase rupte din cauză că se opun imobilizării.
Efectele negative ale acestei forme de tortură pot dura luni de zile (fizice) sau ani de zile (psihologice).
Datorită faptului că această metodă de tortură nu lasă urme, este una din așa-numitele metode de „tortură albă”.
De obicei victima renunță să mai reziste după mai puțin de un minut. Ofițeri CIA care s-au supus voluntar metodei pentru testare s-au dat bătuți, în medie, după 14 secunde. 